# Chef (tête d'un mort)
Pour les articles homonymes, voir Chef.
Un chef (en latin : caput) est la tête d'un mort, séparée du reste du corps lors de l'inhumation ou par la suite.

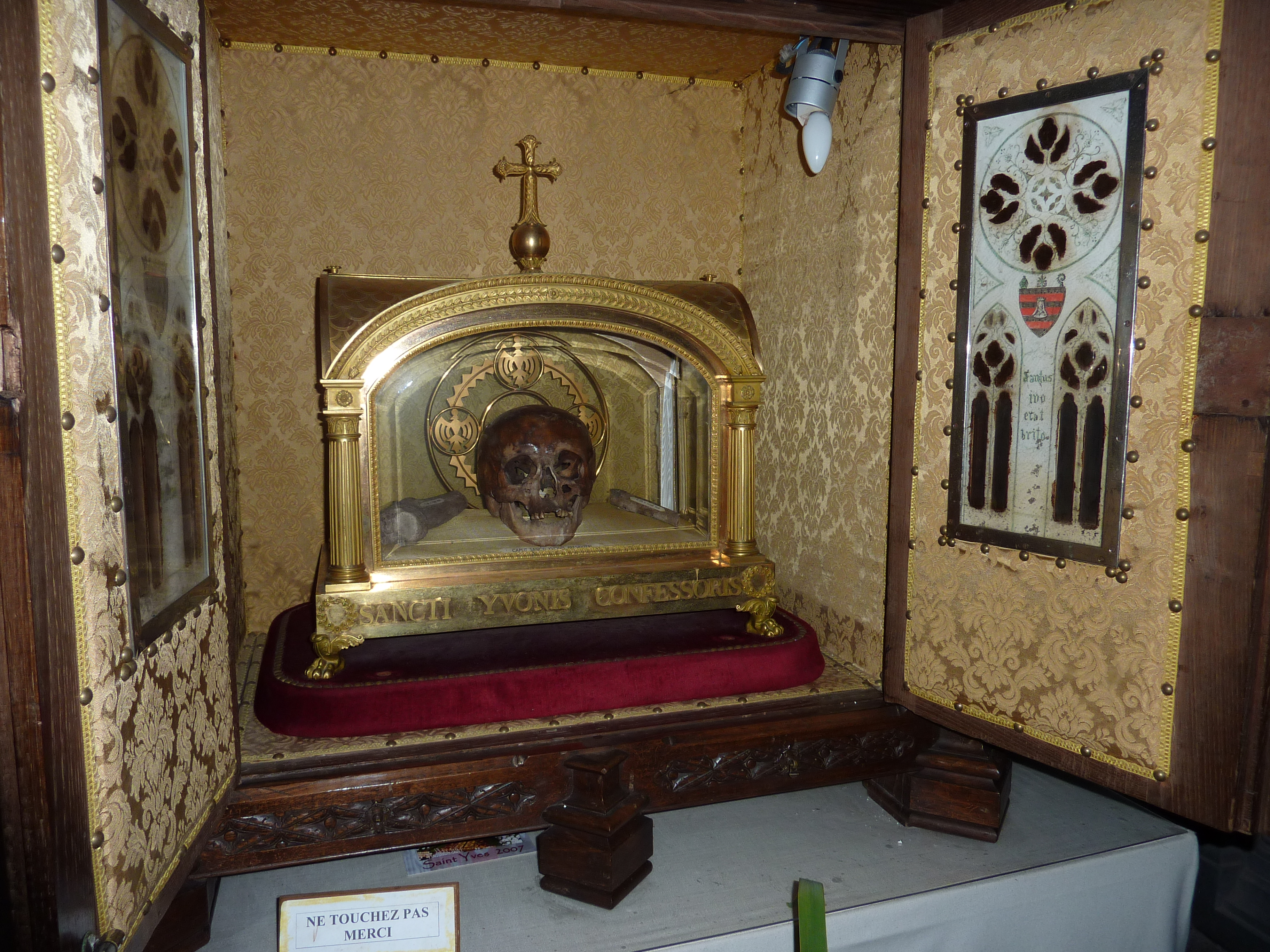
Le chef de saint Yves dans la cathédrale Saint-Tugdual de Tréguier.

Cette pratique a souvent lieu pour des raisons religieuses, soit pour honorer en plusieurs lieux différents des reliques constituées par un morceau du corps de la personne vénérée, soit pour des raisons de commodité (transporter la seule tête d'un défunt est plus aisé que transporter l'ensemble du corps, place manquante dans les églises pour y placer l'ensemble des corps des défunts).

## Bretagne
En bretagne, des chefs sont conservés dans des boîtes à crâne. Il existerait 66 boîtes à crânes (dont 53 qui contiennent toujours des crânes). Le plus ancien connu date du milieu du XVIe siècle. Cette pratique est à rapprocher de la relation entre les bretons et la mort, qui se retrouve dans les enclos paroissiaux, avec la construction d'ossuaires et les représentations de l'Ankou. Les boîtes donnent le nom et la date de mort du défunt, dont les ossements finissent dans la fosse commune. Les boîtes peuvent être blanches pour un enfant, noires pour un adulte et bleues pour les jeunes filles. Elles possèdent généralement une ouverture en forme de cœur, permettant de voir le crâne (souvent l'arrière du crâne). 
Cette pratique se retrouve principalement en basse-Bretagne. La plus grande quantité de boîtes se trouve dans la cathédrale Saint-Paul-Aurélien de Saint-Pol-de-Léon, avec 33 boîtes. 25 boîtes sont recensées dans les Côtes-d'Armor. À Plouha le chef de Lezobré est présenté dans une boîte à crâne dans la chapelle de Kermaria-an-Isquit ; l'église Saint-Blaise de La Méaugon conserve plusieurs boîtes à crâne datant du XVIIe siècle alignées sous le porche ; huit boîtes à chef sont exposées dans l'ossuaire de Saint-Fiacre ; à Plouescat, la chapelle du Calvaire conserve dans une boîte à chef le crâne de Jacques Marhic, recteur de la paroisse au début du XVIIIe siècle ; un crâne est aussi exposé dans la chapelle Notre-Dame-des-Fleurs à Moustoir-Remungol et deux sont encastrés dans le mur nord de la chapelle Saint-Nicolas-des-Eaux à Pluméliau ; trois crânes sont incrustés au-dessus du bénitier dans le mur ouest de la chapelle Saint-Martin de Sarzeau et un dans le mur nord de la chapelle Saint-Gilles du Guermeur à Guern, etc.
Prosper Mérimée et Gustave Flaubert ont évoqué ces boîtes à la suite de leur visite en Bretagne : 

« Une pratique fort étrange règne en Bretagne. Les parents d'un mort le font exhumer au bout de quelques années (…). Les os recueillis sont alors rejetés dans un petit bâtiment construit ad hoc auprès de l'église : c'est le reliquaire. Quelquefois on réserve la tête du mort pour la mettre dans une boîte, et la placer dans un lieu apparent de l'église avec cette inscription : « Ci-gît le chef de N.. ». Il est impossible d'imaginer rien de plus repoussant (…).
— Prosper Mérimée »

Gustave Flaubert évoque l'ossuaire de Quiberon en 1847 : 

« Autour de cet ossuaire où cet amas d'ossements ressemble à un fouillis (…) est rangée à hauteur d'homme une série de petites boîtes en bois de six pouces carrés, chacune recouverte d'un toit, surmontée d'une croix et percée sur sa face extérieure d'un cœur à jour qui laisse voir à l'intérieur une tête de mort. Au-dessus du cœur, on lit en lettres peintes ; « Ici est le chef de XXX, décédé tel an, tel jour ». (…) Il y a quelques années, on voulut abolir cette coutume : une émeute se fit, elle resta. »

Le dernier décollement de chef connu en Bretagne fut celui du peintre Yan' Dargent réalisé selon sa volonté dans le cimetière de Saint-Servais en 1907 :

« La tombe fut ouverte, le cercueil descellé et, sur le vœu du fils du défunt, M. le recteur de la paroisse prit avec respect la tête du mort, la sépara sans grande difficulté du tronc, et la remit dans une petite châsse en zinc près du chef de sa mère. C'était le matin. Dans l'après-midi, toute la paroisse, fière de son peintre, assista à la funèbre cérémonie. Les écoles eurent congé, les autorités portèrent les glorieux restes jusqu'à la chapelle »

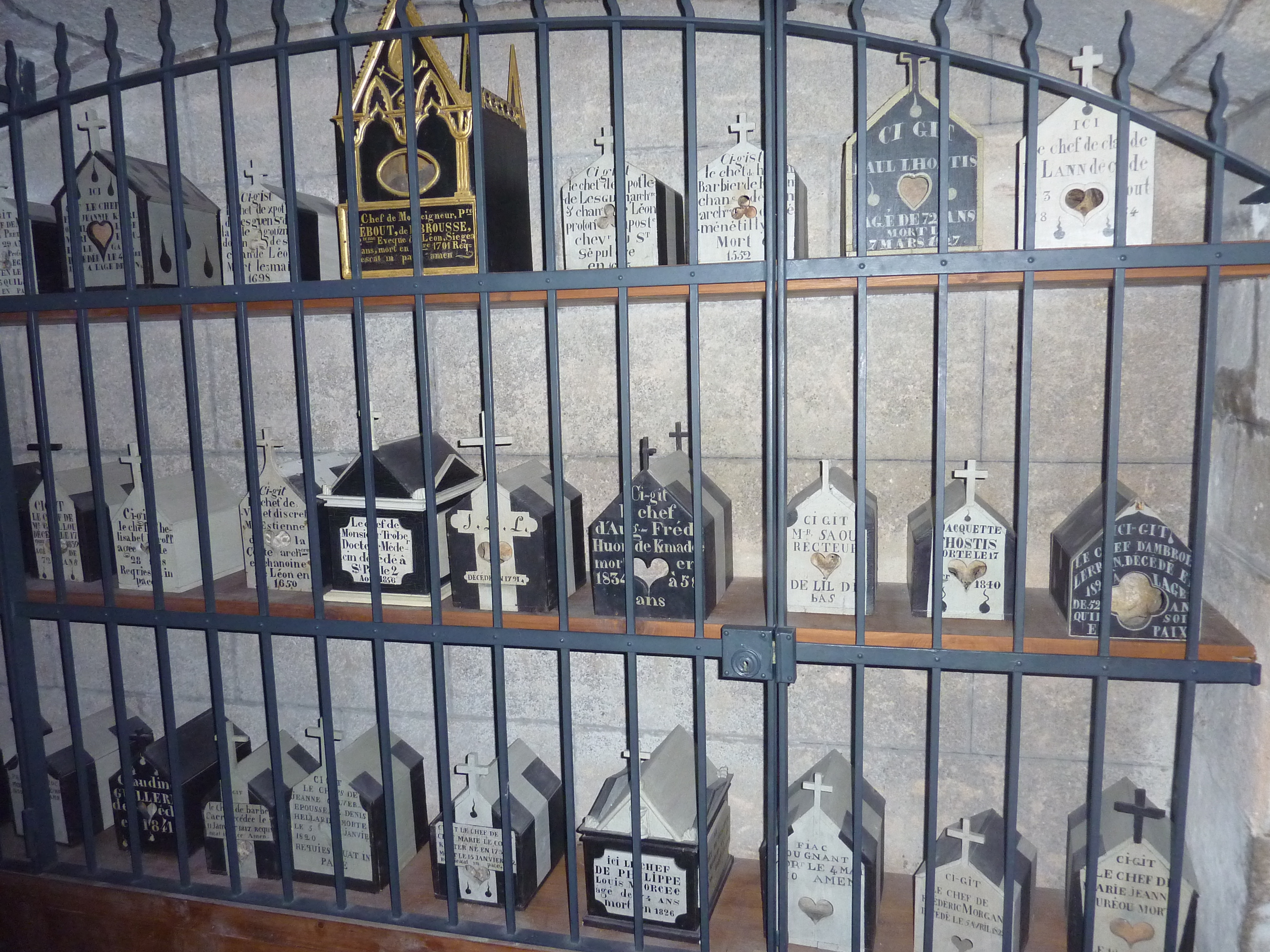
Saint-Pol-de-Léon : cathédrale Saint-Paul-Aurélien, boîtes contenant les chefs (têtes) de fidèles décédés.
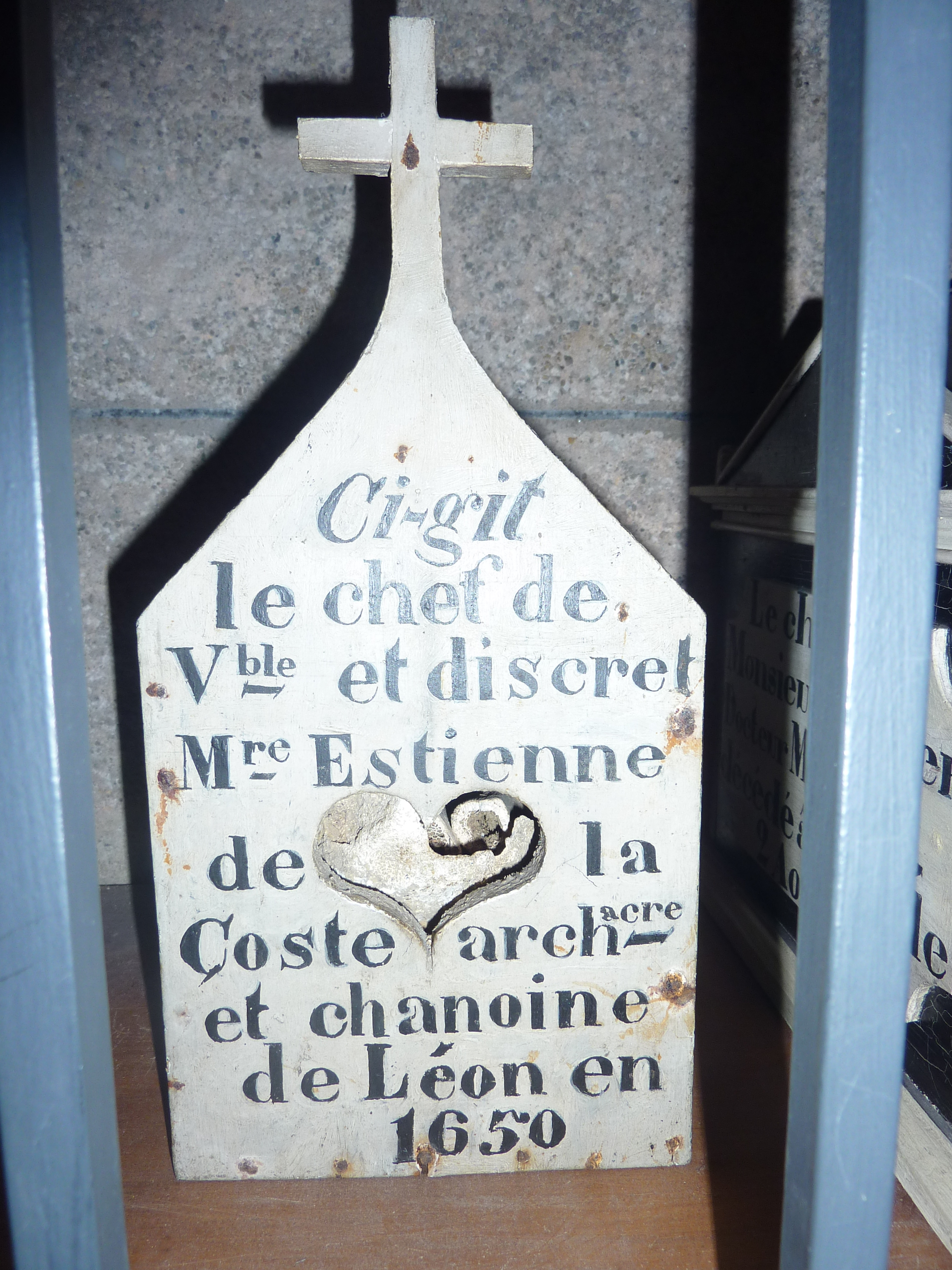
Saint-Pol-de-Léon : cathédrale Saint-Paul-Aurélien, boîte de crâne (chef) déposée sur une étagère 1.
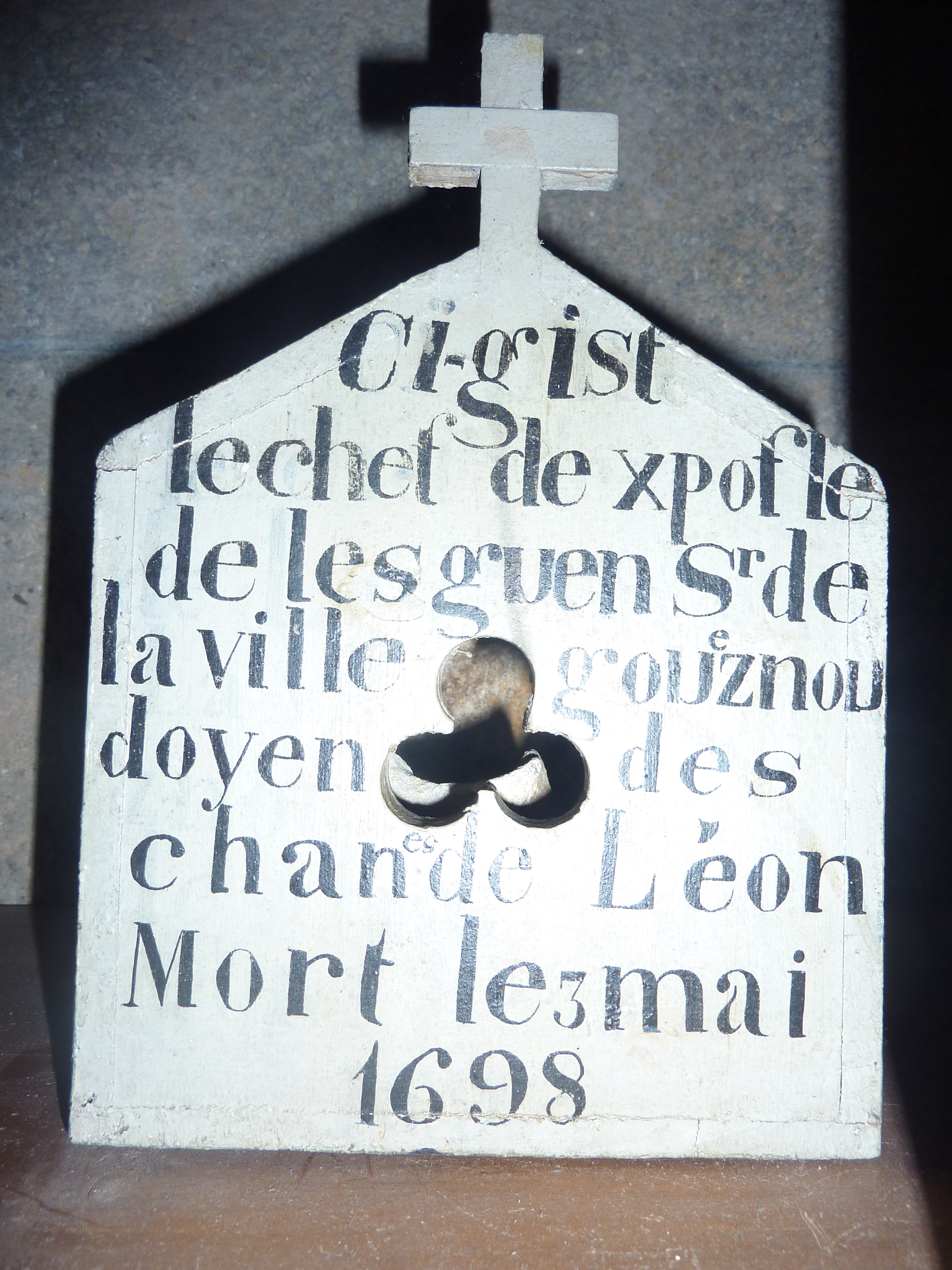
Saint-Pol-de-Léon : cathédrale Saint-Paul-Aurélien, boîte de crâne (chef) déposée sur une étagère 2.
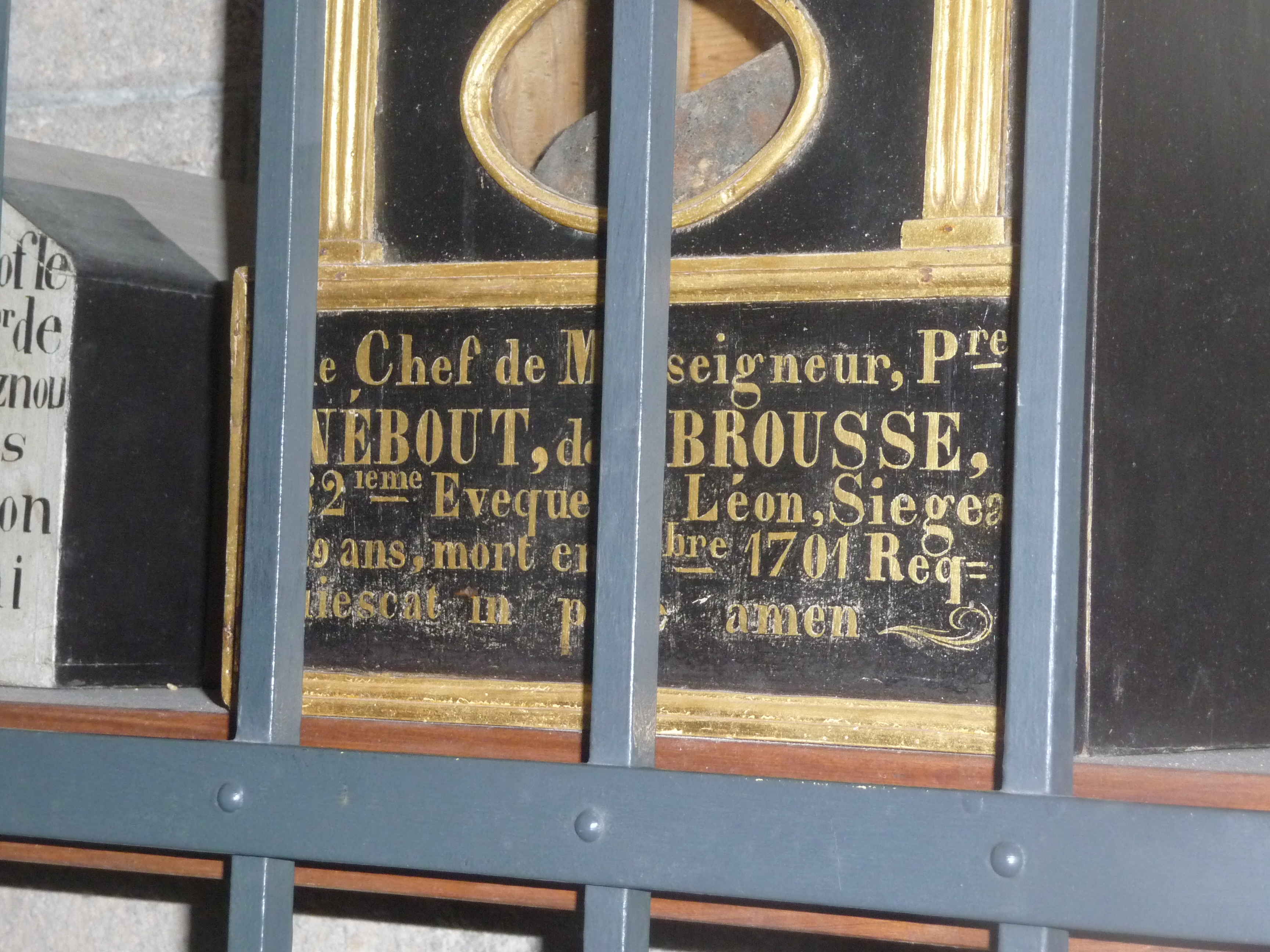
Saint-Pol-de-Léon : cathédrale Saint-Paul-Aurélien, partie inférieure d'une boîte de crâne (chef) déposée sur une étagère.

## Pays bamiléké

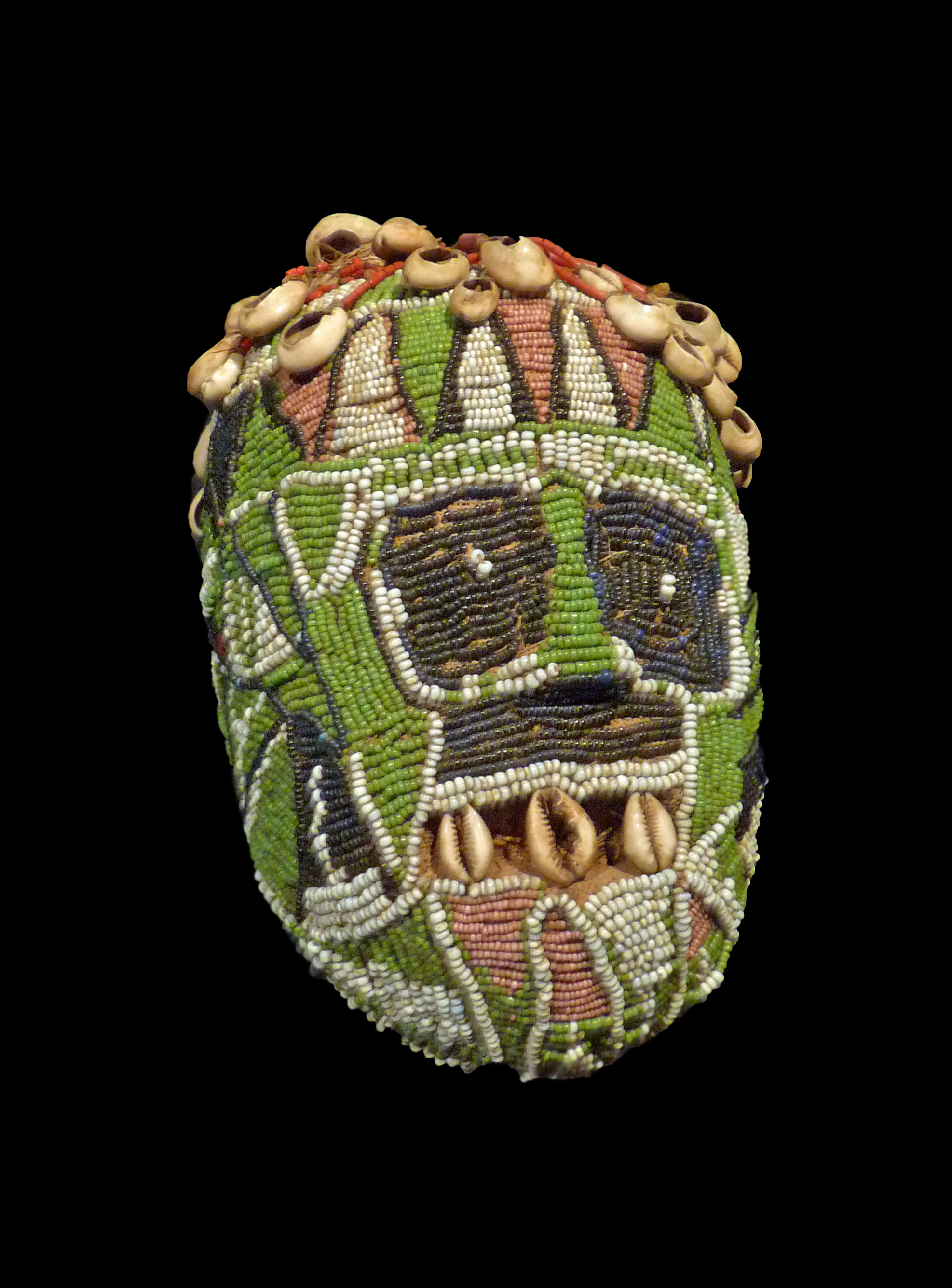
Figuration de crâne atwonzen, population Bamileke.

Parmi les bamilékés, il est d'usage de récupérer, après plusieurs années, le crâne du défunt afin de l'inhumer dans la "case aux cranes" familiale,.

## Dans la fiction
- Dans Les Royaumes du Nord, Lyra découvre, en explorant Jordan College avec son ami Roger, que les cryptes du collège ne contiennent en plus des corps des Maitres, que les crânes des érudits afin de gagner de la place[11].